# Flug durch die Hölle
Flug durch die Hölle (Originaltitel: Flight of the Intruder) ist ein US-amerikanischer Kriegsfilm aus dem Jahr 1991 unter der Regie von John Milius. Der Film basiert auf dem Roman Flight of the Intruder von Stephen Coonts.

## Handlung
Lt. Jake „Cool Hand“ Grafton (Brad Johnson) fliegt das zweisitzige Angriffsflugzeug Grumman A-6 Intruder im Vietnamkrieg. Häufig erhält er den Befehl, seine Bomben über von Politikern ausgewählten Zielen abzuwerfen, bei denen militärische Umschlagplätze, sogenannte suspected truckparks, vermutet werden. Allzu oft befindet sich dort aber bei Eintreffen der Angriffsflugzeuge nichts mehr, was einen lebensgefährlichen Einsatz rechtfertigen würde. Militärische Ziele in der Hauptstadt Vietnams und der Hafenstadt Haiphong zu bombardieren, ist aus Angst vor einer Eskalation des Krieges verboten.
Sein B/N und guter Freund Morgan „Morg“ McPherson wird im September 1972 bei solch einer Mission über Vietnam durch den Gewehrschuss eines vietnamesischen Bauern in den Hals getroffen und verblutet, während sie zurück zum Flugzeugträger fliegen. Grafton ist vom sinnlosen Tod seines Kameraden schwer getroffen und stellt seine Aufgabe und die seines Landes in diesem Krieg in Frage.
Grafton bekommt nach einem Landgang auf den Philippinen einen neuen B/N zugeteilt: den erfahrenen Commander Virgil „Tiger“ Cole (Willem Dafoe). Zusammen fliegen sie die weiterentwickelte Version der A-6, die zur Zerstörung von Radaranlagen mit der AGM-45 Shrike bewaffnet ist. Diese gefährliche Aufgabe, die den Piloten und den B/N unmittelbar den Flugabwehrraketen (SAM) aussetzt, schweißt die beiden Kameraden zusammen.
Von der Sinnlosigkeit des Krieges zunehmend gezeichnet, überredet Grafton Cole dazu, eine geheime Mission vorzubereiten. Die legendäre SAM City, ein Raketenlager mitten in Hanoi, soll das Ziel sein. Die beiden nutzen einen anderen Einsatz, den Angriff auf ein Kraftwerk, um mit den übriggebliebenen Bomben ihr Ziel zu vernichten. Der nicht autorisierte Angriff gelingt, jedoch wird der Erfolg in SAM City von der nordvietnamesischen Regierung abgestritten. Stattdessen wäre ein Kinderkrankenhaus getroffen worden. Die militärische Führung auf beiden Seiten weiß jedoch genau, was da getroffen wurde. Diese nicht genehmigte Mission bringt Grafton und Cole vor eine Untersuchungskommission für ein Kriegsgericht.
Aufgrund des Abbruchs der Friedensverhandlungen durch Nordvietnam entscheidet der amerikanische Präsident zur selben Zeit die Operation „Linebacker II“, die uneingeschränkte Bombardierung Vietnams. Die Untersuchungskommission kann Grafton und Cole nicht für etwas verurteilen, was der Präsident soeben angeordnet hat. Commander Camparelli (Danny Glover) möchte jedoch die beiden nicht mehr unter seinem Kommando haben und erteilt ihnen Flugverbot.
Bei einem Einsatz über Vietnam wird Camparellis Flugzeug getroffen, und er muss notlanden. Grafton und Cole bekommen den Notruf über Funk mit und starten, um dem Commander zur Hilfe zu kommen. Doch auch sie werden von der Flugabwehr abgeschossen und müssen sich aus dem Flugzeug herauskatapultieren. Es kommt zu einem Verteidigungskampf am Boden gegen nordvietnamesische Soldaten, bei dem Cole getötet wird. Grafton und Camparelli können durch einen Rettungshubschrauber rechtzeitig evakuiert werden.

## Kritiken
Roger Ebert schrieb in der Chicago Sun-Times vom 18. Januar 1991, die Handlung wäre an einigen Stellen klug (smart), an anderen Stellen dumm (dumb). Er kritisierte außerdem, die Charaktere seien inkonsistent. Ebert schrieb, er habe den Eindruck, als ob man während der Postproduktion ein anderes Konzept des Films als während der Dreharbeiten verfolgen würde.

„Glattes Actionstück mit guten Spezialeffekten und überzeugenden Darstellern.“

„'Apokalypse Now'-Drehbuchautor und Regisseur John Milius ('Die rote Flut') wagt sich zum ersten Mal, seit 'Die grünen Teufel' 1968 für die Jungs an der Front plädierte, an ein großes Vietnam-Helden-Epos. Die politische Fragwürdigkeit und Eindimensionalität des Unterfangens wird wettgemacht durch ausgesprochen starke Darsteller: Danny Glover ('Predator 2'), Willem Dafoe ('Platoon') und Brad Johnson ('Always') verleihen dem glatten Actionstück Ecken und Kanten. Ausgezeichnete Spezialeffekte und Actionszenen tun ihr übriges.“

„Action von „Conan“-Regisseur Milius: trickstark, teuer, aber auch reaktionär. – Toll inszeniert, aber politisch heikel.“

## Historischer Hintergrund
Tatsächlich hatte die amerikanische Regierung die Umgebung um Hanoi, Haiphong, und das nördliche Grenzgebiet Vietnams für Angriffsmissionen gesperrt. Vietnam wurde durch die Sowjetunion mit Material und auch Personal versorgt. Die Angst, dass die UdSSR durch den versehentlichen Tod eines sowjetischen Soldaten dem Krieg beitreten würde, ließ die USA diese Flugverbotszonen bis 1972 aufrechterhalten. Diese politische Entscheidung nutzte Nordvietnam aus und stationierte militärisch wichtige Objekte in diesen Regionen.
Der Guerillakrieg im dichten Dschungel Vietnams brachte auch die Piloten der Angriffsflugzeuge zur Verzweiflung. Die Ziele wurden nach ausgewerteten Luftaufnahmen und anderen Informationen festgelegt. Es galt den Nachschub des Gegners zu unterbinden. So erhielten sie tatsächlich häufig als Zielbeschreibung suspected truckpark. Dass dabei meistens nur leeres Dschungelgebiet bombardiert wurde, war ein offenes Geheimnis. Bei diesen Missionen setzten sich die Mannschaften jedoch der ständigen Gefahr aus, von Flugabwehrfeuer und -raketen abgeschossen zu werden.
Die geheime Angriffsmission auf Hanoi, wie sie im Film beschrieben wird, ist wahrscheinlich fiktiv und konnte bisher nicht nachgewiesen werden.
Die im Film dargestellte A-6 Staffel VA-196 „Main Battery“ hatte während der Operation „Linebacker II“ die höchsten zu beklagenden Verluste aller eingesetzten Navy-Geschwader.